# Aleksandr Nikolaevič Vinokurov
Aleksandr Nikolaevič Vinokurov (in russo Александр Николаевич Винокуров?; Ekaterinoslav, 9 agosto 1869, 28 luglio del calendario giuliano – Mosca, 9 novembre 1944) è stato un politico e giurista sovietico.

## Biografia
Dopo la laurea in medicina all'Università di Mosca, conseguita nel 1894, a causa dell'attività politica (era stato tra i fondatori delle prime organizzazioni socialdemocratiche a Mosca e a Ekaterinoslav) venne arrestato nel 1895 e condannato nel 1897 al confino, da cui poté rientrare nel 1902. Tra il 1913 e il 1917 lavorò al giornale Vaprosy strachovanija. Nel 1917 fu deputato bolscevico alla Duma di Pietrogrado, di cui da ottobre fu presidente. Diresse poi il Soviet dei collegi dei medici, organizzando il sistema sanitario sovietico, e fu membro del collegio del Commissariato del popolo per il lavoro. Tra il 1918 e il 1921 fu Commissario del popolo della RSFS Russa per la solidarietà statale (poi previdenza sociale), mentre tra il 1921 e il 1924 fece parte della Commissione centrale per la lotta alla fame presso il Comitato esecutivo centrale panrusso. Dal 1924 al 1938 presiedette la Corte suprema dell'URSS, dopodiché diresse il Dipartimento per l'educazione sanitaria del Commissariato del popolo dell'URSS per la sanità.